# Thérèse Raquin
Thérèse Raquin (1867), romance do escritor francês Émile Zola, é considerada a obra inaugural do naturalismo literário. Ao ser publicada, foi severamente repudiada pela crítica literária especializada. Segundo um dos críticos:
Estabeleceu-se há alguns anos uma escola monstruosa de romancistas, que pretende substituir a eloqüência da carnagem pela eloqüência da carne, que apela para as curiosidades mais cirúrgicas, que reúne pestíferos para nos fazer admirar as veias saltadas, que se inspira diretamente do cólera, seu mestre, e que faz sair pus da consciência. (…) Thérèse Raquin é o resíduo de todos esses horrores publicados precedentemente. Nele, escorrem todo o sangue e todas as infâmias… (Ferragus).
Entretanto, o escândalo provocado por Thérèse Raquin entre os críticos trouxe um resultado inesperado: serviu de propaganda aos ideais naturalistas do romance, colocando a recém-nascida escola literária em voga. Sob esse pretexto, a obra obteve uma nova edição no ano seguinte, acompanhada por um prefácio, no qual Zola defende as máximas do naturalismo literário: a necessidade de realizar uma análise científica minuciosa da alma humana, sem idealizações morais. Dessa maneira (nas palavras do próprio Zola) cada capítulo constitui o estudo de um caso curioso de fisiologia

## Fragmento do prefácio da segunda edição deThérèse Raquin
"Em Théresè Raquin, eu quis estudar alguns temperamentos. Eis aí todo o livro. Escolhi personagens soberanamente dominados por seus nervos e sangue, desprovidos de livre-arbítrio, levados a cada ato de suas vidas pelas fatalidade da carne. Thérèse e Laurent são humanos brutos, nada mais. (...) Começamos, espero, a compreender que meu objetivo foi científico."